# Vanceburg
Vanceburg is een plaats (city) in de Amerikaanse staat Kentucky, en valt bestuurlijk gezien onder Lewis County.

## Demografie
Bij de volkstelling in 2000 werd het aantal inwoners vastgesteld op 1731.
In 2006 is het aantal inwoners door het United States Census Bureau geschat op 1728, een daling van 3 (-0,2%).

## Geografie
Volgens het United States Census Bureau beslaat de plaats een oppervlakte van
3,0 km², geheel bestaande uit land. Vanceburg ligt op ongeveer 164 m boven zeeniveau.

## Plaatsen in de nabije omgeving
De onderstaande figuur toont nabijgelegen plaatsen in een straal van 32 km rond Vanceburg.